# Horizon (Schiff)
Die Horizon war ein Kreuzfahrtschiff der Royal Caribbean Cruises Ltd., das bis 2020 für deren Tochterunternehmen Pullmantur Cruises fuhr.  Es wurde 1990 für Celebrity Cruises auf der Meyer-Werft in Papenburg gebaut.

## Geschichte
Das Motorschiff wurde von Celebrity Cruises in Auftrag geben und am 11. April 1990 auf den Namen Horizon getauft. Am 30. April 1990 wurde es in Dienst gestellt. 1999 wurde das Schiff renoviert. Das Schiff wurde von Celebrity Cruises zu Kreuzfahrten zu den Bermudas und in die Karibik sowie nach Alaska eingesetzt.
Im November 2005 wurde es von der Reederei Island Cruises gekauft und für die eigenen Bedürfnisse umgebaut. Der Umbau dauerte bis ins Frühjahr 2006 an. Dabei wurde die Passagierkapazität durch den Umbau eines Decks zu einem weiteren Passagierdeck von 1798 auf 1875 Passagiere erhöht. Die Mannschaftszahl wird bei Island Cruises mit 573 angegeben (zum Vergleich: von Celebrity Cruises wurde eine Mannschaftszahl von 642 angegeben). Die Reisegeschwindigkeit des Schiffes, das ab dem Frühjahr 2006 unter dem Namen Island Star im Mittelmeer, Brasilien und der Karibik verkehrte, betrug nun 18 Knoten (vorher 21 Knoten).
Im Mai 2009 wurde das Schiff von Pullmantur Cruises übernommen und in Pacific Dream umbenannt. Nach Umbau- und Modernisierungszeit fuhr das Schiff ab November 2010 als Horizon für die französische Reederei CDF Croisières de France, einer Tochtergesellschaft von Pullmantur Cruises. Ab der Auflösung von CDF im Jahr 2017 fuhr das Schiff wieder für Pullmantur Cruises.
Aufgrund der COVID-19-Pandemie wurden alle Schiffe von Pullmantur Cruises, neben der Horizon auch die Monarch und die Sovereign, im Frühjahr 2020 vorübergehend außer Dienst gestellt. Anschließend wurde die Horizon im August 2020 in Eleusis neben der Marella Celebration aufgelegt. Im August 2022 traf das mittlerweile in Ori umbenannte Schiff im türkischen Aliağa zur Verschrottung ein.

## Technische Daten und Ausstattung
Das Schiff wurde von vier Dieselmotoren, davon zwei Sechszylinder- und zwei Neunzylindermotoren des Herstellers MAN B&W angetrieben (6 L 40/54 mit jeweils 3.996 kW Leistung bzw. 9 L 40/54 mit jeweils 5.994 kW Leistung). Die Motoren wirkten über Untersetzungsgetriebe auf zwei Verstellpropeller. Drei weitere MAN-B&W-Dieselmotoren des Typs 6 L 40/54 mit jeweils 3.300 kW Leistung trieben Generatoren für die Stromerzeugung an. Weiterhin wurde ein Notgenerator verbaut, der von einem Caterpillar-Dieselmotor (Typ: 3508 DI-TAU) angetrieben wurde.

## Schwesterschiff
Die Horizon hatte mit der ebenfalls für Celebrity Cruises gebauten, im Jahr 1992 in Dienst gestellten Zenith ein Schwesterschiff. Es verblieb bis 2020 im aktiven Dienst und wurde im Jahr 2022 im indischen Alang verschrottet.